# 데이비드 던
데이비드 존 이안 던(David John Ian Dunn, 1979년 12월 29일, 잉글랜드 그레이트하우드 ~ )는 잉글랜드 출신의 전 프로 축구 선수로, 포지션은 미드필더이다.

## 선수 생활
1997년에 블랙번 로버스의 연습 선수로 입단한 던은 1998년 9월 26일에 에버턴과의 경기에서 데뷔했다. 그 이후 2003년부터 4년간 버밍엄 시티에서 뛰었던 것을 제외하고는 선수 생활의 대부분을 블랙번 로버스에서 보냈다. 2015년 올덤 애슬레틱으로 이적하였다.